# Komunikační událost
Komunikační událost, též také řečová událost či komunikační akt, naplňuje komunikační úlohu. V rámci jedné komunikační úlohy může jít o řetězení, navazování více komunikačních událostí v komunikačním kontextu. Komunikační událost lze rozdělit na jednotlivé složky (struktury).

## Složky komunikačního aktu
- komunikátor – podavatel, zdroj, vysílač; původce sdělení; zpravidla iniciátor komunikačního chování

- adresát – příjemce, recipient; osoba či osoby, jimž je sdělení určeno, komunikace ho oslovuje

- komunikační kanál (médium) – prostředí, které přenos umožňuje

- mediované sdělení (text) – sdělení přenášené prostřednictvím kanálu

- účinek (efekt, odpověď) – mohou být plánované nebo neplánované

## Struktury komunikační události
- Struktura sociálně psychologická představuje soustavu osobnostních struktur komunikantů, jejich znalostí, zkušeností, psychofyzických dispozic, vzájemných vztahů a sociálních rolí.
- Struktura komunikační kompetence se vztahuje se k původci i příjemci sdělení. Jde o potenciál prostředků korespondujících se situací komunikace, jež původce považuje za vhodné a úměrné k naplnění komunikačního cíle (jsou to prostředky, které komunikující považuje za správné použít k dosažení komunikačního cíle). Výsledkem výběru je organizace sdělení, tedy styl sdělení. Původce prostředky vybírá buď intuitivně, nebo automaticky (podle zkušeností z předchozích komunikací). Komunikační kompetence umožňuje dosáhnout vzájemného porozumění – lze ji strukturovat na jednotlivé složky:
  - sociální normy – všeobecně uznávané zásady vzájemného styku členů společenství
  - komunikační normy – jsou součástí sociální normy; zásady, pravidla, myšlenková ustanovení, která slouží komunikátorům jako základ, jak mohou v rámci komunikační činnosti postupovat
  - společný zkušenostní komplex – soubor znalostí a zkušeností usnadňující komunikaci
  - schopnost užívání znakových systému, kódů a znalost pravidel používání
- Struktura pragmatická souvisí s tím, k čemu má komunikace sloužit.
- Struktura tematicko-obsahová představuje uspořádaný soubor informací o osobních i předmětných objektech, včetně skutečností mentálních, myšlenkových a skutečností komunikačních.
- Strukturu objektovou tvoří soustava osobních a věcných objektů zasahovaných danou komunikací. Patří sem účastníci komunikace, předmětná a osobní část věcných obsahů, předměty, jejichž prostřednictvím se realizuje komunikace, komunikační kanál, ale také kontext známý účastníkům komunikace.
- Strukturu verbální složky komunikace lze hodnotit z hlediska různých kritérií. Pozornost lze zaměřit na strukturu komunikátu, struktury segmentace komunikátu a struktury výrazově formačních prostředků.